# تشارلز ك. غراهام
تشارلز ك. غراهام (بالإنجليزية: Charles K. Graham)‏ هو ضابط ومحامي ومهندس أمريكي، ولد في 3 يونيو 1824 في نيويورك في الولايات المتحدة، وتوفي في 15 أبريل 1889 في بلدة ليكوود ‏ في الولايات المتحدة.